# Río Agno
El río Agno es un río situado en la isla filipina de Luzón, en la provincia de Pangasinán. Ocupa el quinto lugar en el sistema fluvial del país, con una cuenca de 5.952  km² de extensión.

## Geografía
Nace en las montañas de la Cordillera Central y desemboca en el Mar de la China Meridional en el Golfo de Lingayen. El río tiene una longitud de 206 km y cerca de dos millones de personas viven en su cuenca, una de las más pobladas de Filipinas.
Se trata del río más caudaloso del Archipiélago, desaguando cerca de 6,6 kilómetros cúbicos de agua dulce al Golfo de Lingayen.
Las fuentes de este río se encuentran  a una altitud de 2.090 m s. n. m., a los pies del Monte Data,  50 kilómetros al norte de Baguio en el límite de las provincias de Benguet y La Montaña. El propio monte y su entorno  fueron declarados parque nacional en 1936 y en 1940 ampliado a 5.512 hectáreas. Las laderas de la montaña están cubiertas de bosques de pinos y bosques de robles con musgo.
Sus primeros 90 kilómetros transcurren en terreno montañoso y rocoso, con abundantes cañones y desfiladeros. Aguas abajo se transforma en un río serpenteante alcanzando la conocida como llanura de Luzón Central.
Tras recibir las aguas del río Tarlac provenientes del sur, el río Agno o vira hacia el norte, recibiendo las aguas de los flancos orientales de los Montes Zambales.
Una vez atravesadas estas montañas de una altura media de unos 600 m., el río Agno forma un gran abanico aluvial y delta en la conocida como llanura de Pangasinán, un centro económico histórico de la isla de Luzón.
El cauce del río atraviesa una serie de fallas, Falla de San Manuel, Falla Bulangit y la Falla de San Roque, entre otras, que reducen tanto la resistencia vomo la coherencia de roca,  a través de la cual el agua puede pasar produciendo deslizamientos.
Así, el Sistema Filipino de Fallas considera que  la Falla Digdig fue  causante del terremoto de Luzón de 16 de julio de 1990.

## Afluentes

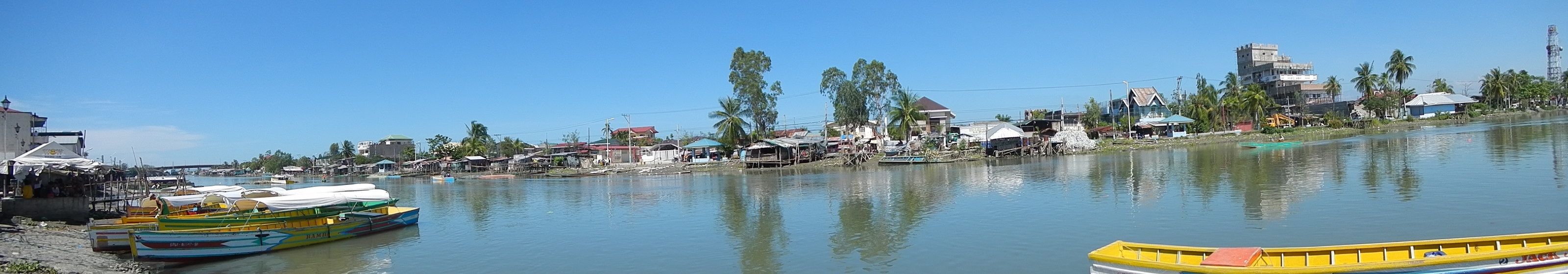
Dagupán: Embarcaciones en el río Agno.

Los principales afluentes del Agno son  Pila, Camiling, Tarlac y  Ambayoan.
El más importante es el río Tarlac que nace a los pies del Monte Pinatubo en Tarlac y se une  en el Embalse de Poponto próximo a Bayambang que con una superficie de 25 km²  regula su cauce.